# Сан-Матеус-ду-Мараньян
Сан-Матеус-ду-Мараньян (порт. São Mateus do Maranhão) — муниципалитет в Бразилии, входит в штат Мараньян. Составная часть мезорегиона Центр штата Мараньян. Входит в экономико-статистический микрорегион Медиу-Меарин. Население составляет 39 093 человека на 2010 год. Занимает площадь 783,224 км². Плотность населения — 49,91 чел./км².
Праздник города —  26 декабря.

## Демография
Согласно сведениям, собранным в ходе переписи 2010 г. Национальным институтом географии и статистики (IBGE), население муниципалитета составляет:
| Полное население                               | Полное население                               | Полное население                               | Полное население                               | 39 093 |
| ---------------------------------------------- | ---------------------------------------------- | ---------------------------------------------- | ---------------------------------------------- | ------ |
| в том числе:                                   | Городское население                            | 28 712                                         | Процент городского населения, %                | 73,45  |
|                                                | Сельское население                             | 10 381                                         | Процент сельского населения, %                 | 26,55  |
|                                                | Мужское население                              | 19 231                                         | Процент мужского населения, %                  | 49,19  |
|                                                | Женское население                              | 19 862                                         | Процент женского населения, %                  | 50,81  |
| Плотность населения, чел/км²                   | Плотность населения, чел/км²                   | Плотность населения, чел/км²                   | Плотность населения, чел/км²                   | 49,91  |
| Население муниципалитета в % к населению штата | Население муниципалитета в % к населению штата | Население муниципалитета в % к населению штата | Население муниципалитета в % к населению штата | 0,59   |

По данным оценки 2016 года, население муниципалитета составляет 40 574 жителя.

## Статистика
- Валовой внутренний продукт на 2003 год составляет 42 083 082,00 реалов (данные: Бразильский институт географии и статистики).
- Валовой внутренний продукт на душу населения на 2003 год составляет 1147,08 реалов (данные: Бразильский институт географии и статистики).
- Индекс развития человеческого потенциала на 2000 год составляет 0,584 (данные: Программа развития ООН).

## География
Климат местности: умеренный.